# Pająki Szwecji
Pająki Szwecji, araneofauna Szwecji – ogół taksonów pajęczaków z rzędu pająków, których występowanie stwierdzono na terytorium Szwecji.
Do 2024 roku na terenie Szwecji stwierdzono 735 gatunków pająków z 37 rodzin.

## Infrarząd:ptaszniki(Mygalomorphae)

### Gryzielowate(Atypidae)
Ze Szwecji wykazano:
- Atypus affinis – gryziel zachodni

## Infrarząd:pająki wyższe(Araneomorphae)

### Aksamitnikowate(Clubionidae)
Ze Szwecji wykazano:
- Clubiona brevipes
- Clubiona caerulescens
- Clubiona comta – aksamitnik jodełkowany
- Clubiona corticalis – aksamitnik korowy
- Clubiona diversa
- Clubiona frisia
- Clubiona frutetorum
- Clubiona germanica
- Clubiona kulczynskii
- Clubiona lutescens – aksamitnik żółtawy
- Clubiona neglecta
- Clubiona norvegica
- Clubiona pallidula
- Clubiona phragmitis – aksamitnik trzcinowy
- Clubiona reclusa – aksamitnik pustelnik
- Clubiona stagnatilis – aksamitnik nadwodny
- Clubiona subsultans – aksamitnik gładki
- Clubiona subtilis – aksamitnik mszaczek
- Clubiona terrestris – aksamitnik podkorowy
- Clubiona trivialis
- Porrhoclubiona genevensis

### Cicurinidae
Ze Szwecji wykazano:
- Brommella falcigera
- Cicurina cicur

### Ciemieńcowate(Dictynidae)
Ze Szwecji wykazano:
- Archaeodictyna ammophila
- Archaeodictyna consecuta
- Arctella lapponica
- Argenna patula
- Argenna subnigra
- Argyroneta aquatica
- Brigittea latens
- Dictyna alaskae
- Dictyna arundinacea – ciemieniec zwyczajny
- Dictyna major – ciemieniec większy
- Dictyna pusilla
- Dictyna uncinata
- Emblyna annulipes
- Hackmania prominula
- Lathys heterophthalma

### Czyhakowate(Segestriidae)
Ze Szwecji wykazano:
- Segestria bavarica
- Segestria senoculata – czyhak sześciooki

### Darownikowate(Pisauridae)
Ze Szwecji wykazano:
- Dolomedes fimbriatus – bagnik przybrzeżny
- Dolomedes plantarius – bagnik nadwodny
- Pisaura mirabilis – darownik przedziwny

### Hahniidae
Ze Szwecji wykazano:
- Antistea elegans
- Hahnia helveola
- Hahnia nava
- Hahnia ononidum
- Hahnia pusilla
- Iberina montana

### Klejnotnikowate(Theridiosomatidae)
Ze Szwecji wykazano:
- Theridiosoma gemmosum

### Koliściakowate(Uloboridae)
Ze Szwecji wykazano:
- Hyptiotes paradoxus – prząstnik
- Uloborus plumipes

### Komórczakowate(Dysderidae)
Ze Szwecji wykazano:
- Harpactea hombergi

### Krzyżakowate(Araneidae)
Ze Szwecji wykazano:

- Aculepeira ceropegia – kołyśnik wielobarwny
- Aculepeira lapponica
- Agalenatea redii – krzyżaczek ugorowy
- Araneus alsine – krzyżak pomarańczowy
- Araneus angulatus – krzyżak rogaty
- Araneus crispulus
- Araneus diadematus – krzyżak ogrodowy
- Araneus marmoreus – krzyżak dwubarwny
- Araneus nordmanni
- Araneus quadratus – krzyżak łąkowy
- Araneus saevus
- Araneus sturmi – krzyżak sieciowy
- Araneus triguttatus – krzyżak czarowny
- Araniella cucurbitina – nalistnik zielony
- Araniella displicata – nalistnik czerwieniejący
- Araniella inconspicua
- Araniella opisthographa
- Araniella proxima
- Argiope bruennichi – tygrzyk paskowany
- Cercidia prominens – ściółek nieparek
- Cyclosa conica – kołosz stożkowaty
- Gibbaranea bituberculata
- Gibbaranea gibbosa
- Gibbaranea omoeda
- Hypsosinga albovittata
- Hypsosinga heri
- Hypsosinga pygmaea
- Hypsosinga sanguinea
- Larinioides cornutus – krzyżak nadwodny
- Larinioides patagiatus – krzyżak bursztynowy
- Larinioides sclopetarius – krzyżak gromadny
- Leviellus stroemi
- Mangora acalypha – mangora
- Neoscona adianta – potul kłosowiec
- Nuctenea silviculitrix
- Nuctenea umbratica – kołosz szczelinowy
- Singa hamata – rośliniowiec
- Singa nitidula
- Zilla diodia
- Zygiella atrica
- Zygiella x-notata – liścianek sektornik

### Kwadratnikowate(Tetragnathidae)
Ze Szwecji wykazano:
- Meta menardi – sieciarz jaskiniowy
- Metellina mengei – czaik wiosenny
- Metellina merianae – czaik jaskiniowy
- Metellina segmentata – czaik jesienny
- Pachygnatha clercki – gruboszczękowiec większy
- Pachygnatha degeeri
- Pachygnatha listerii – gruboszczękowiec pękaty
- Tetragnatha dearmata – kwadratnik borealny
- Tetragnatha extensa – kwadratnik trzcinowy
- Tetragnatha montana – kwadratnik długonogi
- Tetragnatha nigrita – kwadratnik ciemny
- Tetragnatha obtusa – kwadratnik pałąkowaty
- Tetragnatha pinicola – kwadratnik perłowy
- Tetragnatha shoshone
- Tetragnatha striata

### Lejkowcowate(Agelenidae)
Ze Szwecji wykazano:
- Agelena labyrinthica – lejkowiec labiryntowy
- Coelotes atropos
- Eratigena atrica – kątnik większy (kątnik domowy większy)
- Tegenaria domestica – kątnik domowy (kątnik domowy mniejszy)
- Tegenaria ferruginea – kątnik rdzawy
- Textrix denticulata

### Motaczowate(Anyphaenidae)
Ze Szwecji wykazano:
- Anyphaena accentuata – motacz nadrzewny

### Nasosznikowate(Pholcidae)
Ze Szwecji wykazano:
- Pholcus phalangioides – nasosznik trzęś
- Psilochorus simoni

### Naśladownikowate(Mimetidae)
Ze Szwecji wykazano:
- Ero cambridgei
- Ero furcata – guzoń pajęczarz

### Obniżowate(Liocranidae)
Ze Szwecji wykazano:
- Agroeca brunnea – knapiatek brązowy
- Agroeca cuprea
- Agroeca dentigera
- Agroeca lusatica
- Agroeca proxima
- Apostenus fuscus
- Liocranoeca striata
- Liocranum rupicola
- Scotina celans
- Scotina gracilipes
- Scotina palliardii

### Omatnikowate(Theridiidae)
Ze Szwecji wykazano:

- Achaeridion conigerum
- Anelosimus vittatus
- Asagena phalerata
- Canalidion montanum
- Crustulina guttata – darniowiec plamiak
- Crustulina sticta
- Cryptachaea riparia
- Dipoena braccata
- Dipoena melanogaster
- Dipoena torva
- Enoplognatha latimana
- Enoplognatha mordax
- Enoplognatha oelandica
- Enoplognatha ovata – zawijak żółtawy
- Enoplognatha thoracica – zawijak osnuwikowaty
- Episinus angulatus
- Episinus truncatus
- Euryopis flavomaculata
- Euryopis laeta
- Lasaeola prona
- Lasaeola tristis – mrówczarz czarnonogi
- Neottiura bimaculata
- Ohlertidion ohlerti
- Paidiscura pallens – podlistnik blady
- Parasteatoda lunata
- Parasteatoda simulans
- Parasteatoda tepidariorum
- Pholcomma gibbum
- Phycosoma inornatum
- Phylloneta impressa – omatnik kulisty
- Phylloneta sisyphia – omatnik łąkowy
- Platnickina tincta
- Robertus arundineti
- Robertus heydemanni
- Robertus insignis
- Robertus lividus
- Robertus lyrifer
- Robertus neglectus
- Robertus scoticus
- Rugathodes bellicosus
- Rugathodes instabilis
- Simitidion simile
- Steatoda albomaculata – zyzuś plamisty
- Steatoda bipunctata – zyzuś tłuścioch
- Steatoda castanea
- Steatoda grossa
- Theonoe minutissima
- Theridion familiare
- Theridion hannoniae
- Theridion hemerobium
- Theridion melanurum
- Theridion mystaceum – omatnik wnękowiec
- Theridion pictum – omatnik troskliwy
- Theridion pinastri – omatnik ceglasty
- Theridion varians – omatnik zmienny
- Thymoites bellissimus

### Oonopidae
Ze Szwecji wykazano:
- Oonops hasselti

### Osnuwikowate(Linyphiidae)
Ze Szwecji wykazano:

- Abacoproeces saltuum
- Abiskoa abiskoensis
- Acartauchenius scurrilis
- Agnyphantes expunctus
- Agyneta affinis
- Agyneta cauta
- Agyneta conigera
- Agyneta decora
- Agyneta gulosa
- Agyneta innotabilis
- Agyneta mollis
- Agyneta mossica
- Agyneta nigripes
- Agyneta olivacea
- Agyneta ramosa
- Agyneta rurestris
- Agyneta saxatilis
- Agyneta similis
- Agyneta subtilis
- Agyneta suecica
- Allomengea scopigera
- Allomengea vidua
- Anguliphantes angulipalpis
- Aphileta misera
- Araeoncus convexus
- Araeoncus crassiceps
- Araeoncus curvatus
- Araeoncus dispar
- Araeoncus humilis
- Araeoncus tuberculatus
- Asthenargus paganus
- Baryphyma gowerense
- Baryphyma pratense
- Baryphyma trifrons
- Bathyphantes approximatus
- Bathyphantes gracilis
- Bathyphantes nigrinus
- Bathyphantes parvulus
- Bathyphantes reprobus
- Bathyphantes setiger
- Bathyphantes similis
- Bolephthyphantes index
- Bolyphantes alticeps
- Bolyphantes luteolus
- Bolyphantes punctulatus
- Carorita limnaea
- Centromerita bicolor
- Centromerita concinna
- Centromerus arcanus
- Centromerus brevipalpus
- Centromerus incilium
- Centromerus levitarsis
- Centromerus pabulator
- Centromerus persimilis
- Centromerus prudens
- Centromerus semiater
- Centromerus sylvaticus
- Ceratinella brevipes
- Ceratinella brevis
- Ceratinella major
- Ceratinella scabrosa
- Ceratinella wideri
- Cnephalocotes obscurus
- Collinsia holmgreni
- Collinsia inerrans
- Collinsia spetsbergensis
- Decipiphantes decipiens
- Dicymbium nigrum
- Dicymbium tibiale
- Diplocentria bidentata
- Diplocentria forsslundi
- Diplocentria rectangulata
- Diplocephalus cristatus
- Diplocephalus dentatus
- Diplocephalus latifrons
- Diplocephalus permixtus
- Diplocephalus picinus
- Diplostyla concolor
- Dismodicus bifrons
- Dismodicus elevatus
- Donacochara speciosa
- Drapetisca socialis
- Drepanotylus borealis
- Drepanotylus uncatus
- Entelecara acuminata
- Entelecara congenera
- Entelecara erythropus
- Entelecara helfridae
- Entelecara klefbecki
- Entelecara media
- Entelecara omissa
- Erigone atra – plądrak czarny
- Erigone capra
- Erigone dentipalpis
- Erigone longipalpis
- Erigone maritima
- Erigone psychrophila
- Erigone svenssoni
- Erigone tirolensis
- Erigone welchi
- Erigonella hiemalis
- Erigonella ignobilis
- Erigonoplus globipes
- Estrandia grandaeva
- Evansia merens
- Flagelliphantes bergstromi
- Floronia bucculenta
- Glyphesis cottonae
- Gnathonarium dentatum
- Gonatium paradoxum
- Gonatium rubellum
- Gonatium rubens
- Gongylidiellum latebricola
- Gongylidiellum murcidum
- Gongylidium rufipes
- Halorates reprobus
- Helophora insignis
- Hilaira excisa
- Hilaira herniosa
- Hilaira nubigena
- Hilaira pervicax
- Horcotes strandi
- Hybauchenidium ferrumequinum
- Hylyphantes graminicola
- Hypomma bituberculatum
- Hypomma cornutum
- Hypomma fulvum
- Hypselistes jacksoni
- Improphantes complicatus
- Improphantes decolor
- Improphantes holmi
- Incestophantes crucifer
- Incestophantes kochiellus
- Ipa keyserlingi
- Islandiana falsifica
- Jacksonella falconeri
- Kaestneria dorsalis
- Kaestneria pullata
- Karita paludosa
- Labulla thoracica
- Lasiargus hirsutus
- Lepthyphantes dilutus
- Lepthyphantes leprosus
- Lepthyphantes minutus
- Leptorhoptrum robustum
- Leptothrix hardyi
- Lessertia dentichelis
- Linyphia hortensis – osnuwik zaroślowy
- Linyphia obesa
- Linyphia tenuipalpis
- Linyphia triangularis – osnuwik pospolity
- Lophomma punctatum
- Macrargus boreus
- Macrargus carpenteri
- Macrargus multesimus
- Macrargus rufus
- Maro lehtineni
- Maro lepidus
- Maro minutus
- Maro sublestus
- Maso sundevalli
- Mecynargus borealis
- Mecynargus monticola
- Mecynargus morulus
- Mecynargus paetulus
- Mecynargus sphagnicola
- Megalepthyphantes nebulosus
- Metopobactrus prominulus
- Micrargus apertus
- Micrargus herbigradus
- Micrargus subaequalis
- Microctenonyx subitaneus
- Microlinyphia impigra
- Microlinyphia pusilla – osnuwik łąkowy
- Microneta caestata
- Microneta inops
- Microneta viaria
- Minicia marginella
- Minyriolus pusillus
- Mioxena blanda
- Moebelia penicillata
- Monocephalus castaneipes
- Mughiphantes cornutus
- Mughiphantes suffusus
- Mughiphantes whymperi
- Neriene clathrata – snówek brązowy
- Neriene emphana – snówek gałązkowiec
- Neriene montana – snówek okazały
- Neriene peltata – snówek świerkowiec
- Neriene radiata – snówek okrajkowy
- Notioscopus sarcinatus
- Nusoncus nasutus
- Obscuriphantes obscurus
- Oedothorax agrestis
- Oedothorax apicatus
- Oedothorax fuscus
- Oedothorax gibbosus
- Oedothorax retusus
- Oreoneta frigida
- Oreoneta punctata
- Oreoneta sinuosa
- Oreonetides vaginatus
- Oryphantes angulatus
- Ostearius melanopygius
- Palliduphantes antroniensis
- Palliduphantes ericaeus
- Palliduphantes insignis
- Palliduphantes pallidus
- Panamomops mengei
- Parapelecopsis nemoralis
- Pelecopsis elongata – perygłowik naśnieżny
- Pelecopsis mengei
- Pelecopsis parallela
- Pelecopsis radicicola
- Peponocranium ludicrum
- Peponocranium simile
- Pityohyphantes phrygianus
- Pocadicnemis juncea
- Pocadicnemis pumila
- Poeciloneta variegata
- Porrhomma campbelli
- Porrhomma convexum
- Porrhomma egeria
- Porrhomma microphthalmum
- Porrhomma microps
- Porrhomma montanum
- Porrhomma pallidum
- Porrhomma pygmaeum
- Praestigia pini
- Saaristoa abnormis
- Saloca diceros
- Satilatlas britteni
- Savignia frontata
- Savignia producta
- Scandichrestus tenuis
- Scotinotylus alpigena
- Scotinotylus clavatus
- Scotinotylus evansi
- Semljicola alticola
- Semljicola angulatus
- Semljicola barbiger
- Semljicola faustus
- Semljicola lapponicus
- Semljicola latus
- Silometopus acutus
- Silometopus elegans
- Silometopus incurvatus
- Silometopus reussi
- Sintula corniger
- Sisicus apertus
- Stemonyphantes lineatus
- Styloctetor compar
- Tallusia experta
- Tapinocyba biscissa
- Tapinocyba insecta
- Tapinocyba pallens
- Tapinocyba praecox
- Tapinocyboides pygmaeus
- Tapinopa longidens
- Taranucnus setosus
- Tenuiphantes alacris
- Tenuiphantes cristatus
- Tenuiphantes flavipes
- Tenuiphantes mengei
- Tenuiphantes nigriventris
- Tenuiphantes tenebricola
- Tenuiphantes tenuis
- Tenuiphantes zimmermanni
- Thyreosthenius biovatus
- Thyreosthenius parasiticus
- Tibioploides arcuatus
- Tibioplus diversus
- Tiso aestivus
- Tiso vagans
- Tmeticus affinis
- Trematocephalus cristatus
- Trichoncus hackmani
- Trichoncus saxicola
- Trichopterna cito
- Trichopternoides thorelli
- Troxochrota scabra
- Troxochrus rugulosus
- Troxochrus scabriculus
- Typhochrestus brucei
- Typhochrestus digitatus
- Wabasso replicatus
- Walckenaeria acuminata – plądrownik osobliwy
- Walckenaeria alticeps
- Walckenaeria antica
- Walckenaeria atrotibialis
- Walckenaeria brucei
- Walckenaeria capito
- Walckenaeria clavicornis
- Walckenaeria cucullata
- Walckenaeria cuspidata
- Walckenaeria dysderoides
- Walckenaeria furcillata
- Walckenaeria incisa
- Walckenaeria inflexa
- Walckenaeria karpinskii
- Walckenaeria kochi
- Walckenaeria mitrata
- Walckenaeria monoceros
- Walckenaeria nodosa
- Walckenaeria nudipalpis
- Walckenaeria obtusa
- Walckenaeria picetorum
- Walckenaeria unicornis
- Walckenaeria vigilax
- Zornella cultrigera

### Phrurolithidae
Ze Szwecji wykazano:
- Phrurolithus festivus
- Phrurolithus minimus

### Podkamieniakowate(Titanoecidae)
Ze Szwecji wykazano:
- Titanoeca nivialis
- Titanoeca spominima

### Pogońcowate(Lycosidae)
Ze Szwecji wykazano:

- Acantholycosa lignaria – pogoniec cętkonogi
- Acantholycosa norvegica
- Alopecosa aculeata – wilkosz pręgowiec
- Alopecosa barbipes – wilkosz piasecznik
- Alopecosa cuneata – wilkosz grubonogi
- Alopecosa cursor
- Alopecosa fabrilis – wilkosz wydmowiec
- Alopecosa inquilina
- Alopecosa pinetorum
- Alopecosa pulverulenta – wilkosz włóczykij
- Alopecosa schmidti – wilkosz sucholub
- Alopecosa taeniata
- Alopecosa trabalis – wilkosz lancetnik
- Arctosa alpigena
  - Arctosa alpigena alpigena
  - Arctosa alpigena lamperti
- Arctosa cinerea – wymyk szarawy
- Arctosa figurata
- Arctosa leopardus – wymyk lamparci
- Arctosa lutetiana
- Arctosa perita – wymyk piaskowy
- Aulonia albimana – aulonia sieciarka
- Hygrolycosa rubrofasciata
- Pardosa agrestis
- Pardosa agricola
- Pardosa alacris
- Pardosa amentata – wałęsak zwyczajny
- Pardosa atrata
- Pardosa bifasciata
- Pardosa eiseni
- Pardosa fulvipes
- Pardosa hyperborea
- Pardosa lapponica
- Pardosa lasciva
- Pardosa lugubris – wałęsak leśny
- Pardosa monticola
- Pardosa nigriceps
- Pardosa paludicola
- Pardosa palustris – wałęsak łąkowy
- Pardosa plumipes
- Pardosa prativaga – wałęsak tygrysi
- Pardosa pullata
- Pardosa riparia
- Pardosa saltans
- Pardosa schenkeli
- Pardosa septentrionalis
- Pardosa sphagnicola
- Pardosa trailli
- Pirata piraticus – korsarz piratnik
- Pirata piscatorius
- Pirata tenuitarsis
- Piratula hygrophila – korsarz bagiennik
- Piratula insularis
- Piratula uliginosa – korsarz torfowiec
- Trochosa ruricola – krzeczek polny
- Trochosa spinipalpis
- Trochosa terricola – krzeczek naziemnik
- Xerolycosa miniata – pogoniec łowczak
- Xerolycosa nemoralis – pogoniec lesiec

### Poskoczowate(Eresidae)
Ze Szwecji wykazano:
- Eresus sandaliatus

### Rozsnuwaczowate(Scytodidae)
Ze Szwecji wykazano:

### Sidliszowate(Amaurobiidae)
Ze Szwecji wykazano:
- Amaurobius fenestralis – sidlisz jaskiniowy
- Amaurobius ferox – sidlisz piwniczny
- Amaurobius similis – sidlisz zadomek
- Arctobius agelenoides

### Skakunowate(Salticidae)
Ze Szwecji wykazano:

- Aelurillus v-insignitus – dryguś zmienny
- Attulus caricis
- Attulus distinguendus – skoczek wydmowy
- Attulus floricola – skoczek łąkowy
- Attulus inexpectus – skoczek zmoczony
- Attulus pubescens – skoczek skromny
- Attulus saltator – skoczek lilipuci
- Attulus terebratus – skoczek ściennik
- Attulus zimmermanni – skoczek piargowy
- Ballus chalybeius – mocarek bury
- Dendryphantes hastatus – gałęziak srebrzyk
- Dendryphantes rudis – gałęziak wzorzysty
- Euophrys frontalis – drobnik plamowłosy
- Evarcha arcuata – pyrgun nazielny
- Evarcha falcata – pyrgun nakrzewny
- Evarcha laetabunda – pyrgun natrawny
- Heliophanus aeneus – lśniś nawapnik
- Heliophanus auratus – lśniś złocisty
- Heliophanus camtschadalicus
- Heliophanus cupreus
- Heliophanus dubius – lśniś nadrewniak
- Heliophanus flavipes
- Marpissa muscosa – rozciągnik mchuś
- Marpissa radiata – rozciągnik natrzcinny
- Myrmarachne formicaria – mrówczynka
- Neon levis
- Neon reticulatus – neonek mszarek
- Neon robustus
- Neon valentulus
- Pellenes lapponicus
- Pellenes tripunctatus – krzyżnik tanecznik
- Phlegra fasciata – sekutnica pasiasta
- Pseudeuophrys erratica – drobnik krętowłosy
- Pseudicius encarpatus – gorguś kruszczowy
- Salticus cingulatus – skakun srebrzysty
- Salticus scenicus – skakun arlekinowy
- Salticus zebraneus – skakun zebra
- Sibianor larae
- Sittisax ranieri
- Synageles hilarulus
- Synageles venator – mróweczka myśliwy
- Talavera aequipes – drobnik malutki
- Talavera esyunini
- Talavera parvistyla
- Talavera petrensis – włochacz wrzosowiskowy
- Talavera thorelli

### Spachaczowate(Sparassidae)
Ze Szwecji wykazano:
- Micrommata virescens – spachacz zielonawy

### Ślizgunowate(Philodromidae)
Ze Szwecji wykazano:
- Philodromus aureolus – ślizgun złocony
- Philodromus cespitum
- Philodromus collinus – ślizgun kolconogi
- Philodromus dispar – ślizgun nieparek
- Philodromus emarginatus
- Philodromus fuscomarginatus
- Philodromus margaritatus
- Philodromus poecilus
- Philodromus praedatus
- Philodromus rufus
- Rhysodromus fallax
- Rhysodromus histrio
- Thanatus arcticus
- Thanatus arenarius – śmiertek piaskowy
- Thanatus atratus
- Thanatus formicinus – śmiertek mrówczyn
- Thanatus striatus
- Tibellus maritimus – podłużnik piegowaty
- Tibellus oblongus – podłużnik długonogi

### Śpiesznikowate(Oxyopidae)
Ze Szwecji wykazano:
- Oxyopes ramosus – śpiesznik rysień

### Tkańcowate(Nesticidae)
Ze Szwecji wykazano:
- Nesticus cellulanus

### Topikowate(Cybaeidae)
Ze Szwecji wykazano:
- Cryphoeca silvicola
- Mastigusa arietina

### Trachelidae
Ze Szwecji wykazano:

### Trawnikowcowate(Miturgidae)
Ze Szwecji wykazano:
- Zora armillata
- Zora nemoralis – trawnikowiec tropiciel
- Zora palmgreni
- Zora parallela
- Zora silvestris
- Zora spinimana – trawnikowiec pospolity

### Ukośnikowate(Thomisidae)
Ze Szwecji wykazano:

- Bassaniodes robustus – bokochód brzuchacz
- Coriarachne depressa – zakorowiec płaski
- Diaea dorsata
- Misumena vatia – kwietnik biały
- Ozyptila arctica
- Ozyptila atomaria
- Ozyptila brevipes
- Ozyptila claveata
- Ozyptila gertschi
- Ozyptila praticola
- Ozyptila scabricula
- Ozyptila trux
- Ozyptila westringi
- Pistius truncatus – szpecik tępy
- Psammitis albida
- Psammitis sabulosa
- Thomisus onustus
- Xysticus audax – bokochód śmiały
- Xysticus bifasciatus
- Xysticus chippewa
- Xysticus cristatus – bokochód grzebieniasty
- Xysticus erraticus
- Xysticus kochi – bokochód kroczeń
- Xysticus lanio – bokochód boczeń
- Xysticus lineatus
- Xysticus luctator
- Xysticus luctuosus
- Xysticus obscurus
- Xysticus ulmi – bokochód pospolity

### Worczakowate(Gnaphosidae)
Ze Szwecji wykazano:

- Callilepis nocturna – gładnik
- Drassodes cupreus
- Drassodes pubescens
- Drassodes villosus
- Drassyllus lutetianus
- Drassyllus praeficus
- Drassyllus pumilus
- Drassyllus pusillus
- Echemus angustifrons
- Gnaphosa bicolor – worczak zakamiennik
- Gnaphosa lapponum
- Gnaphosa leporina
- Gnaphosa lucifuga – worczak zagnietek
- Gnaphosa microps
- Gnaphosa montana
- Gnaphosa muscorum
- Gnaphosa nigerrima
- Gnaphosa orites
- Gnaphosa sticta
- Haplodrassus cognatus
- Haplodrassus dalmatensis
- Haplodrassus moderatus
- Haplodrassus signifer
- Haplodrassus silvestris
- Haplodrassus soerenseni
- Haplodrassus umbratilis
- Micaria aenea
- Micaria alpina
- Micaria formicaria – kraśniak mrówkowaty
- Micaria fulgens – kraśniak lśniący
- Micaria lenzi
- Micaria micans – kraśniak lampasowy
- Micaria nivosa
- Micaria pulicaria – kraśniak czarniawy
- Micaria silesiaca
- Micaria subopaca – kraśniak nadrzewny
- Micaria tripunctata
- Phaeocedus braccatus – kwintek znaczyn
- Poecilochroa variana
- Scotophaeus blackwalli
- Scotophaeus quadripunctatus – pokaz srebrzysty
- Scotophaeus scutulatus – pokaz rubinowy
- Trachyzelotes pedestris – napas rdzawostopy
- Zelotes clivicola
- Zelotes electus
- Zelotes exiguus
- Zelotes latreillei
- Zelotes longipes
- Zelotes petrensis
- Zelotes puritanus
- Zelotes subterraneus – skalnik wszędobylski
- Zelotes tristis

### Zbrojnikowate(Cheiracanthiidae)
Ze Szwecji wykazano:
- Cheiracanthium campestre
- Cheiracanthium elegans
- Cheiracanthium erraticum – kolczak trawny
- Cheiracanthium oncognathum
- Cheiracanthium pennyi
- Cheiracanthium punctorium – kolczak zbrojny
- Cheiracanthium virescens